# Athletic Club in het seizoen 2024/25
De Spaanse voetbalclub Athletic Club uit het Baskische Bilbao speelde in het seizoen van 2024/25 haar 94e opeenvolgende seizoen in de Primera División. Daarnaast kwam de club ook uit in de UEFA Europa League, Copa del Rey en de Supercopa de España.

## Achtergrond
In het seizoen van 2023/24 eindigde de club op een vijfde plaats wat recht gaf op een Europa League-ticket voor het huidige seizoen. Eveneens in het seizoen van 2023/24 was de club actief in de Copa del Rey waar het in de finale RCD Mallorca versloeg na strafschoppen. Het huidige seizoen was de club wederom actief in dit toernooi. Allereerst moest de club tegen UD Logroñés, in de reguliere speeltijd en verlenging wisten beide clubs niet te scoren. Ondanks een gemiste penalty van Nico Williams trot Athletic aan het langste eind. In de volgende ronde trof het CA Osasuna. De club uit Pamplona bleek met 2-3 te sterk voor de Basken. Door de bekerwinst in 2024 speelde de club in januari 2025 in de halve finale van de Supercopa de España tegen FC Barcelona. Die wedstrijd ging voor Athletic verloren met 0-2 en werd gespeeld in het Saudi-Arabische Riad.
In de UEFA Europa League eindigde de club op een tweede plek in de groepsfase. Ze hadden evenveel punten als het Italiaanse SS Lazio, beide negentien, maar de Romeinen hadden een beter doelsaldo waardoor ze eerste werden in de ploegfase. Door dit succes sloeg Athletic de tussenfase over en kwam direct terecht in de achtste finale waar het AS Roma lootte. Begin maart speelde de ploeg de uitwedstrijd in Rome, deze ging voor de Basken verloren met 2-1. In de thuiswedstrijd die een week later plaatsvond kreeg de Duitse verdediger Mats Hummels al in de elfde minuut een rode kaart. Hierdoor hadden de Basken een man meer op het veld en dit betaalde zich al snel uit in een 1-0 voorsprong, met Nico Williams als maker van het doelpunt. In de tweede helft kwamen ze tot 3-0, met doelpunten van Yuri Berchiche en wederom Williams. In de derde minuut van de extra tijd scoorde de Argentijn Leandro Paredes nog een penalty waardoor de eindstand 3-1 werd. Door deze uitslag kwam het totaal op 4-3 te staan in het voordeel van Athletic. In de kwartfinale troffen de spelers het Schotse Rangers FC. De wedstrijd in Glasgow liep uit op een gelijkspel, 0-0. In de thuiswedstrijd van een week later scoorde Oihan Sancet in de extra tijd van de eerste helft de eerste goal middels een strafschop. De Basken wisten hun voorsprong in de 80e minuut te verdubbelen door een goal van Williams. De Schotten wisten niet meer te scoren, door deze 2-0 zege kwam de club voor de derde keer in de halve finale van de UEFA Europa League, eerder al in 1976/77 en 2011/12. Beide voorgaande keren dat de club de halve finale bereikte, stootte het ook door naar de finale die in beide gevallen werd verloren. De eerste halve finale vond in het thuisstadion plaats van Athletic. De spelers van Manchester United FC wonnen met 0-3 van de Basken, in de uitwedstrijd kwam de stand op 1-7 in het voordeel van Manchester United. Het Baskische doelpunt werd gemaakt door de destijds 21-jarige Mikel Jauregizar.
Trainer van de club is Ernesto Valverde die de club leidt sinds 2022. Eerder was Valverde al hoofdtrainer tussen 2003-2005 en 2013-2017.

## Wedstrijden

### Primera División
| №  | Datum      | Wedstrijd                            | Uitslag | Pos | Pnt |
| -- | ---------- | ------------------------------------ | ------- | --- | --- |
| 1  | 15-08-2024 | Athletic Bilbao – Getafe CF          | 1-1     | 9   | 1   |
| 2  | 24-08-2024 | FC Barcelona – Athletic Bilbao       | 2-1     | 15  | 1   |
| 3  | 28-08-2024 | Athletic Bilbao – Valencia CF        | 1-0     | 8   | 4   |
| 4  | 31-08-2024 | Athletic Bilbao – Atlético de Madrid | 0-1     | 12  | 4   |
| 5  | 15-09-2024 | UD Las Palmas – Athletic Bilbao      | 2-3     | 9   | 7   |
| 7  | 19-09-2024 | CD Leganés – Athletic Bilbao         | 0-2     | 5   | 10  |
| 6  | 22-09-2024 | Athletic Bilbao – RC Celta de Vigo   | 3-1     | 3   | 13  |
| 8  | 29-09-2024 | Athletic Bilbao – Sevilla FC         | 1-1     | 5   | 14  |
| 9  | 06-10-2024 | Girona FC – Athletic Bilbao          | 2-1     | 6   | 14  |
| 10 | 19-10-2024 | Athletic Bilbao – RCD Espanyol       | 4-1     | 5   | 17  |
| 11 | 28-10-2024 | RCD Mallorca – Athletic Bilbao       | 0-0     | 5   | 18  |
| 12 | 03-11-2024 | Athletic Bilbao – Real Betis         | 1-1     | 6   | 19  |
| 13 | 10-11-2024 | Real Valladolid – Athletic Bilbao    | 1-1     | 6   | 20  |
| 14 | 24-11-2024 | Athletic Bilbao – Real Sociedad      | 1-0     | 5   | 23  |
| 15 | 01-12-2024 | Rayo Vallecano – Athletic Bilbao     | 1-2     | 4   | 26  |
| 19 | 04-12-2024 | Athletic Bilbao – Real Madrid        | 2-1     | 4   | 29  |
| 16 | 08-12-2024 | Athletic Bilbao – Villarreal CF      | 2-0     | 4   | 32  |
| 17 | 15-12-2024 | Deportivo Alavés – Athletic Bilbao   | 1-1     | 4   | 33  |
| 18 | 21-12-2024 | CA Osasuna – Athletic Bilbao         | 1-2     | 4   | 36  |
| 20 | 19-01-2025 | RC Celta de Vigo – Athletic Bilbao   | 1-2     | 4   | 39  |
| 21 | 26-01-2025 | Athletic Bilbao – CD Leganés         | 0-0     | 4   | 40  |
| 22 | 02-02-2025 | Real Betis – Athletic Bilbao         | 2-2     | 4   | 41  |
| 23 | 08-02-2025 | Athletic Bilbao – Girona FC          | 3-0     | 4   | 44  |
| 24 | 16-02-2025 | RCD Espanyol – Athletic Bilbao       | 1-1     | 4   | 45  |
| 25 | 23-02-2025 | Athletic Bilbao – Real Valladolid    | 7-1     | 4   | 48  |
| 26 | 01-03-2025 | Atlético de Madrid – Athletic Bilbao | 1-0     | 4   | 48  |
| 27 | 09-03-2025 | Athletic Bilbao – RCD Mallorca       | 1-1     | 4   | 49  |
| 28 | 16-03-2025 | Sevilla FC – Athletic Bilbao         | 0-1     | 4   | 50  |
| 29 | 28-03-2025 | Athletic Bilbao – CA Osasuna         | 0-0     | 4   | 53  |
| 30 | 06-04-2025 | Villarreal CF – Athletic Bilbao      | 0-0     | 4   | 54  |
| 31 | 13-04-2025 | Athletic Bilbao – Rayo Vallecano     | 3-1     | 4   | 57  |
| 32 | 20-04-2025 | Real Madrid – Athletic Bilbao        | 1-0     | 4   | 57  |
| 33 | 23-04-2025 | Athletic Bilbao – UD Las Palmas      | 1-0     | 4   | 60  |
| 34 | 04-05-2025 | Real Sociedad – Athletic Bilbao      | 0-0     | 4   | 61  |
| 35 | 11-05-2025 | Athletic Bilbao – Deportivo Alavés   | 1-0     | 4   | 64  |
| 36 | 15-05-2025 | Getafe CF – Athletic Bilbao          | 0-2     | 4   | 67  |
| 37 | 18-05-2025 | Valencia CF – Athletic Bilbao        | 0-1     | 4   | 70  |
| 38 | 25-05-2025 | Athletic Bilbao – FC Barcelona       |         |     |     |

## UEFA Europa League

### Wedstrijden
| 1.  | Groepsfase     | 26-09-2024 | AS Roma – Athletic Bilbao              | 1-1 | 16     | 1      |        |        |
| 2.  | Groepsfase     | 03-10-2024 | Athletic Bilbao – AZ Alkmaar           | 2-0 | 11     | 4      |        |        |
| 3.  | Groepsfase     | 24-10-2024 | Athletic Bilbao – Slavia Praag         | 1-0 | 8      | 7      |        |        |
| 4.  | Groepsfase     | 07-11-2024 | FK Ludogorets – Athletic Bilbao        | 1-2 | 6      | 10     |        |        |
| 5.  | Groepsfase     | 28-11-2024 | Athletic Bilbao – IF Elfsborg          | 3-0 | 2      | 13     |        |        |
| 6.  | Groepsfase     | 11-12-2024 | Fenerbahce SK – Athletic Bilbao        | 0-2 | 2      | 16     |        |        |
| 7.  | Groepsfase     | 22-01-2025 | Besiktas JK – Athletic Bilbao          | 4-1 | 3      | 16     |        |        |
| 8.  | Groepsfase     | 30-01-2025 | Athletic Bilbao – FC Viktoria Pilsen   | 3-1 | 2      | 19     |        |        |
| 9.  | Achtste finale | 06-03-2025 | AS Roma – Athletic Bilbao              | 2-1 | n.v.t. | n.v.t. | n.v.t. | n.v.t. |
| 10. | Achtste finale | 13-03-2025 | Athletic Bilbao – AS Roma              | 3-1 | n.v.t. | n.v.t. | n.v.t. | n.v.t. |
| 11. | Kwartfinale    | 10-04-2025 | Rangers FC – Athletic Bilbao           | 0-0 | n.v.t. | n.v.t. | n.v.t. | n.v.t. |
| 12. | Kwartfinale    | 17-04-2025 | Athletic Bilbao – Rangers FC           | 2-0 | n.v.t. | n.v.t. | n.v.t. | n.v.t. |
| 13. | Halve finale   | 01-05-2025 | Athletic Bilbao – Manchester United FC | 0-3 | n.v.t. | n.v.t. | n.v.t. | n.v.t. |
| 14. | Halve finale   | 08-05-2025 | Manchester United FC – Athletic Bilbao | 4-1 | n.v.t. | n.v.t. | n.v.t. | n.v.t. |

## Copa del Rey

### Wedstrijden
| Ronde      | Datum      | Wedstrijd                     | Uitslag  |
| ---------- | ---------- | ----------------------------- | -------- |
| Laatste 32 | 05-01-2025 | UD Logroñés – Athletic Bilbao | 0-0 n.s. |
| Laatste 16 | 16-01-2025 | Athletic Bilbao - CA Osasuna  | 2-3      |

## Supercopa de España

### Wedstrijden
| Ronde        | Datum      | Wedstrijd                      | Uitslag |
| ------------ | ---------- | ------------------------------ | ------- |
| Halve finale | 08-01-2025 | Athletic Bilbao – FC Barcelona | 0-2     |